# Michael II. Komnenos Dukas
Michael II. Komnenos Dukas († 1266/68?, řecky Μιχαήλ Β΄ Κομνηνός Δούκας) byl epirský despota z dynastie Duků.
Narodil se jako nemanželský syn epirského despoty Michaela I. Komnena Duky zřejmě okolo roku 1206. Roku 1215 byl jeho otec zavražděn a Michael několik příštích let strávil v exilu. Poté se vrátil do Epiru a s podporou místního obyvatelstva se mu podařilo převzít vládu.
Byl pohřben v klášteře Vlacherna u Arty.